# Bisdom Malang
Het bisdom Malang (Latijn: Dioecesis Malangensis) is een rooms-katholiek bisdom met als zetel Malang, in Indonesië. Het bisdom is suffragaan aan het aartsbisdom Semarang. 

## Geschiedenis
Het bisdom werd opgericht op 27 april 1927, als de apostolische prefectuur Malang, uit delen van het apostolisch vicariaat Batavia. Op 15 maart 1939 werd het verheven tot apostolisch vicariaat. Op 3 januari 1961 werd het verheven tot bisdom en werd suffragaan aan het aartsbisdom Semarang. Alle prefecten, vicarissen en bisschoppen tot heden (2024) waren lid van de Karmelieten (O.Carm.).

## Parochies
Het bisdom had in 2021 een oppervlakte van 24.409 km2 en telde 18.426.634 inwoners waarvan 0,4% rooms-katholiek was.

## Ordinarii

### Prefecten
- Clemente van der Pas (1922 - 1935)

### Bisschoppen
- Antoine Everard Jean Avertanus Albers (prefect: 28 januari 1935, apostolisch vicaris: 15 maart 1939, bisschop: 3 januari 1961 - 1 maart 1973)
- Francis Xavier Sudartanta Hadisumarta (1 maart 1973 - 5 mei 1988)
- Herman Joseph Sahadat Pandoyoputro (15 mei 1989 - 28 juni 2016)
- Henricus Pidyarto Gunawan (28 juni 2016 - heden)

## Galerij van afbeeldingen

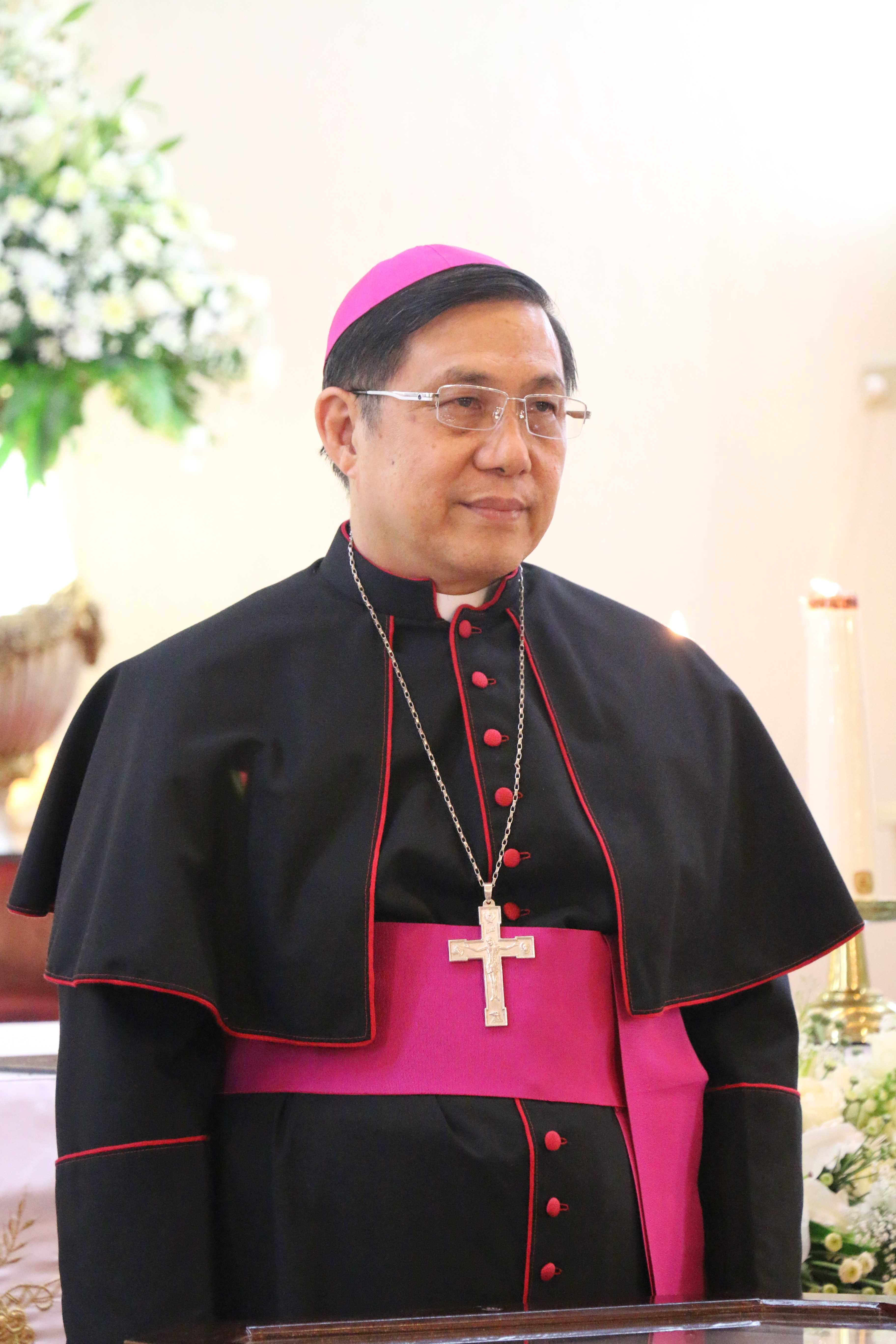
Bisschop Henricus Pidyarto Gunawan (2016-heden)
Kerkprovincie met aartsbisdom en suffragane bisdommen

Semarang (aartsbisdom) · Malang · Purwokerto · Surabaya